# Francesco Contin

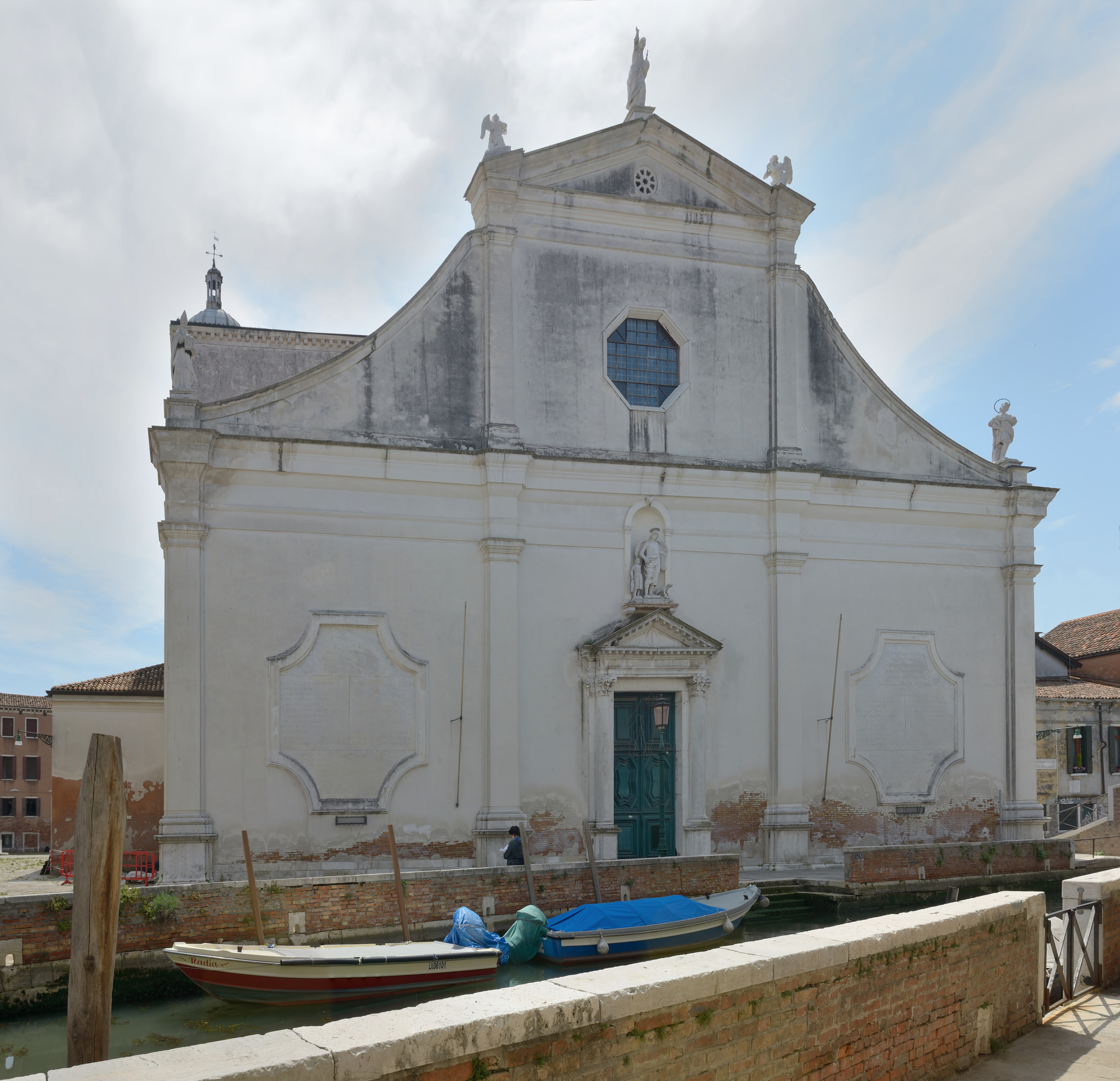
Chiesa dell'Anzolo Rafael

Francesco Contin, oppure Contini o Contino (Lugano?, 1590 circa – Venezia?, 1654 ?), è stato un architetto svizzero-italiano.

## Biografia
Francesco Contin apparteneva alla dinastia dei Contin, famiglia di lapicidi, architetti e ingegneri stabilitisi a Venezia – forse al seguito del parente Antonio da Ponte – dalla metà del Cinquecento e attivi fino oltre la metà del Seicento. Figlio di Bernardino e fratello di Antonio e di Tommaso  è senz'altro la figura più interessante della famiglia Contin e anche quella più definibile come propriamente architetto.
Nominato proto dei provveditori sopra i monasteri, si occupò soprattutto di edilizia religiosa ma non mancarono anche numerose committenze private per edifici civili di varia rilevanza.
Progettò la chiesa dell'Anzolo Rafael, quella dismessa di Sant'Anna, quella distrutta di Sant'Agostin e quella di Santa Maria del Pianto.